# Carovigno
Carovigno este o comună din provincia Brindisi, regiunea Puglia, Italia, cu o populație de 16.917 locuitori (1 ianuarie 2023) și o suprafață de 106,62 km².

## Demografie
Carovigno - evoluția demografică

|  | Graficele sunt indisponibile din cauza unor probleme tehnice. Mai multe informații se găsesc la Phabricator și la wiki-ul MediaWiki. |

Date: Recensăminte sau birourile de statistică - grafică realizată de Wikipedia